# Диксон, Фрэнк (спортсмен)
Фрэнк Диксон (англ. Frank Dixon; 1 апреля 1879, Порт-Дэлхузи, Онтарио, Канада — 29 ноября 1932, Грэнтэм, Онтарио, Канада) — канадский игрок в лакросс, чемпион летних Олимпийских игр 1908.
На Играх 1908 в Лондоне Диксон участвовал в мужском турнире, в котором его сборная заняла первое место, выиграв в единственном матче у Великобритании.